# Steyr 120
La Steyr 120 est un modèle d'automobile familiale routière du constructeur autrichien Steyr-Daimler-Puch produit de 1935 à 1941, décliné en différentes versions : Steyr 120 Super, Steyr 125 Super et Steyr 220. L'aspect légèrement fluide de la carrosserie est dû à l'ingénieur Karl Jenschke (1899-1969), la fabrication est confiée à la Gläser-Karosserie GmbH à Dresde. Le profil du modèle rappelle celui de la Steyr 100.

## Conception
Les modèles 120 sont équipés d'un six cylindres en ligne, contrairement au modèle 4 cylindres de la Steyr 100, à propulsion (roues arrière motrices) et d'une boite 4 vitesses. La suspension avant est du type ressort à lames, à l'arrière, les ressorts à lames en quart de cercle sont complétés par un essieu oscillant. Sur la quatre portes berline, les portières arrière pivotent sur des gonds arrière (dénommées « portes-suicide ») permettant de se passer du montant (en) B, habituellement présent entre deux portières latérales.
En 1936, la production totale de Steyr 120 atteint 1200 exemplaires. Le modèle de 1936 est pourvu d'une voie plus large et d'un moteur plus puissant quoique modeste de 50 ch, commercialisé principalement en Allemagne comme Steyr 125 Super. Il est produit à 200 exemplaires jusqu'en 1937.
Le modèle de 1937 a un moteur plus puissant, la cylindrée est portée à 2 260 cm³ (2,3 litres) et fournit 55 ch. Le modèle connaît le succès jusqu'en 1941 avec 5900 exemplaires fabriqués.

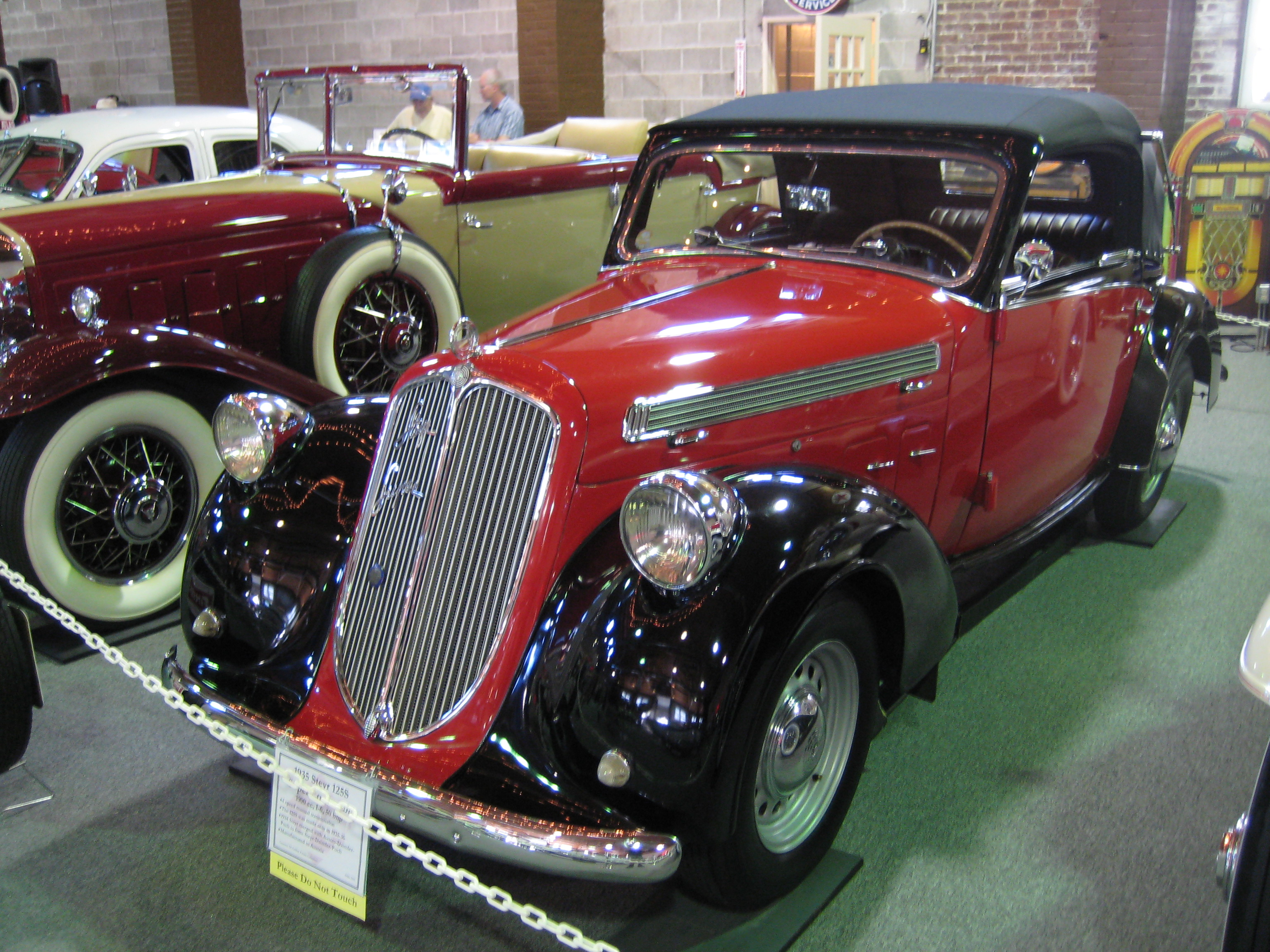
Steyr 125S (1935)
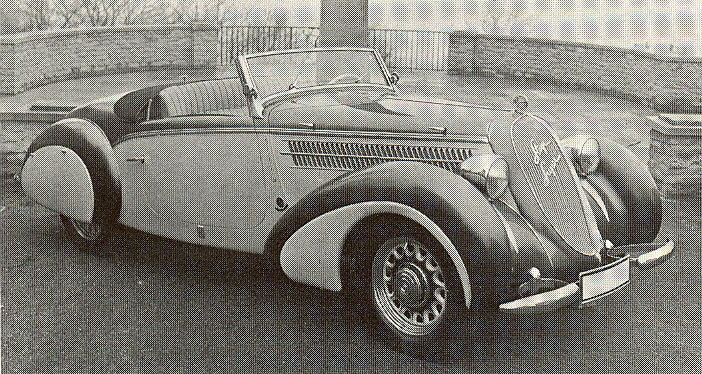
Steyr 125 Super Sport Twoseater (1936)
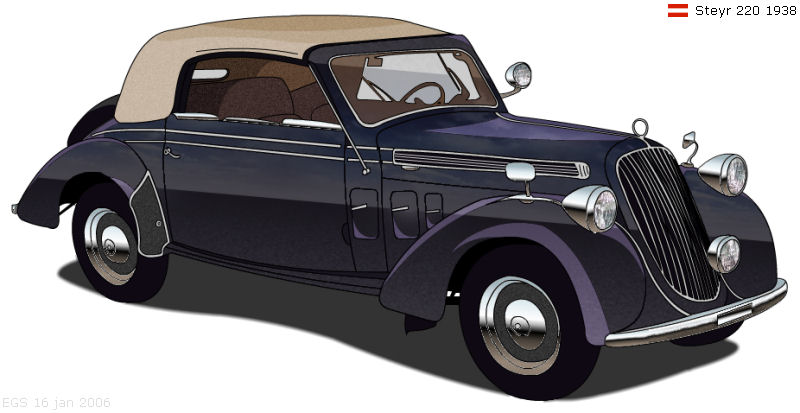
Steyr 220 Convertible (1938)
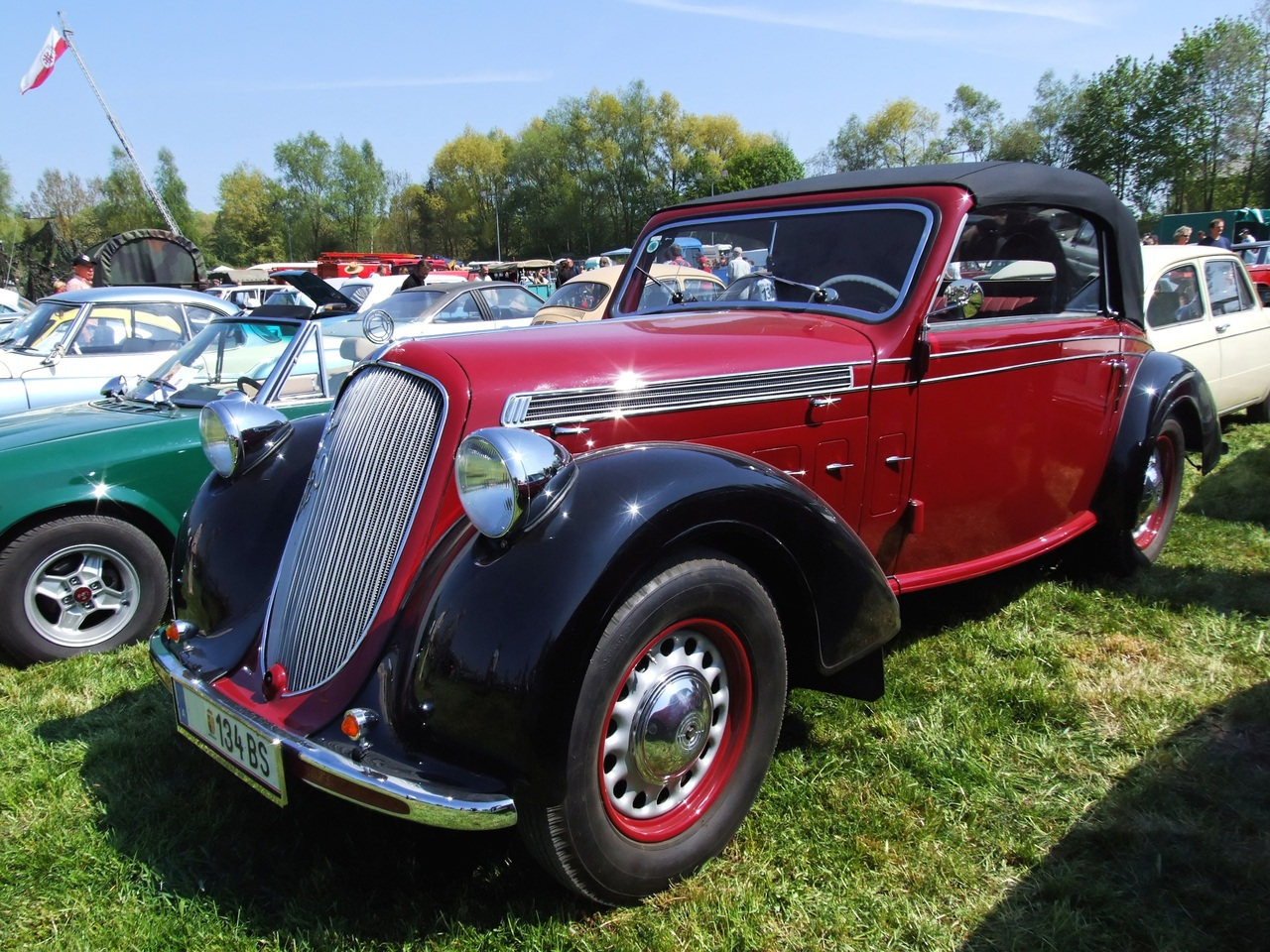
Steyr 220
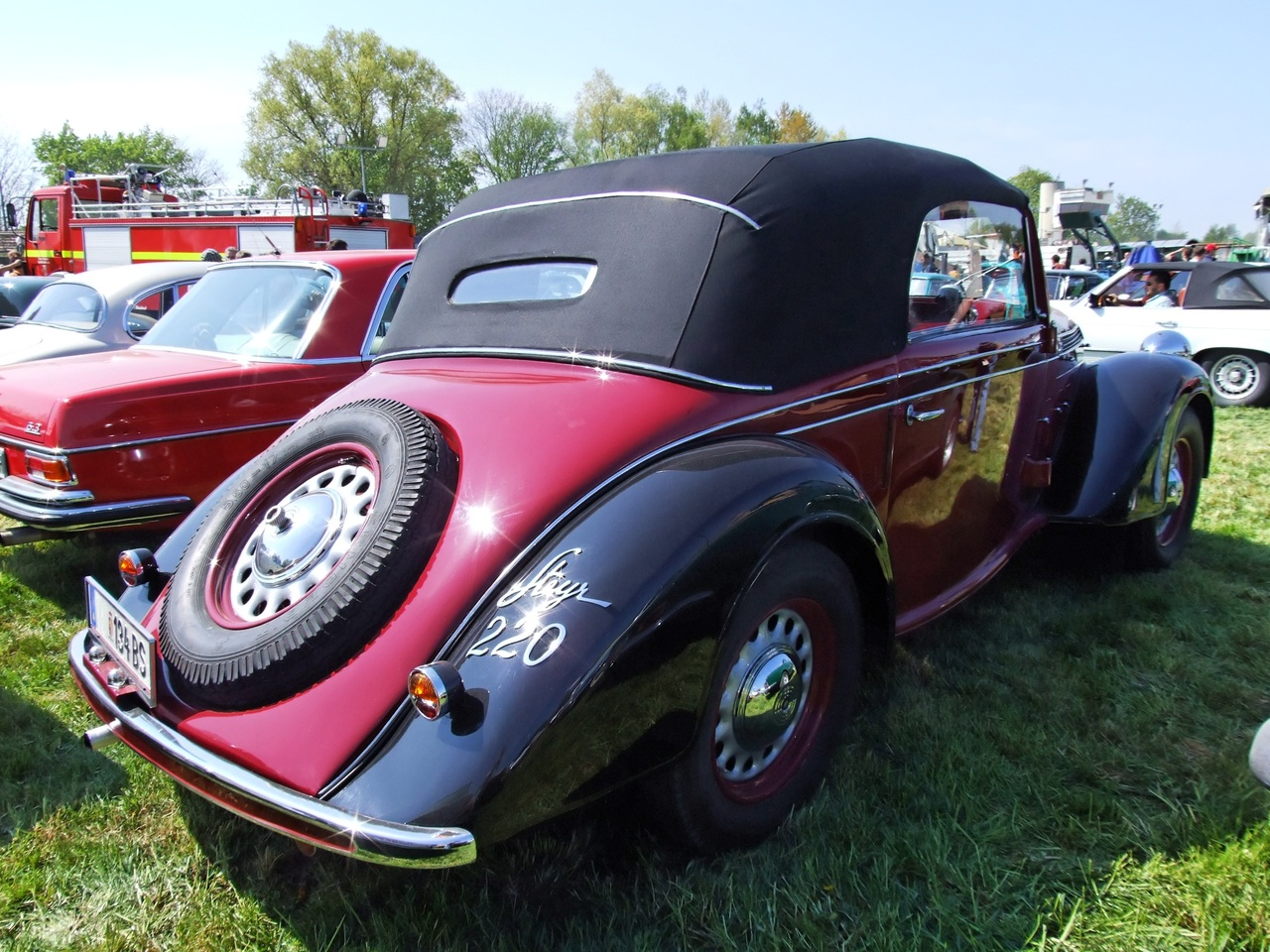
Steyr 220
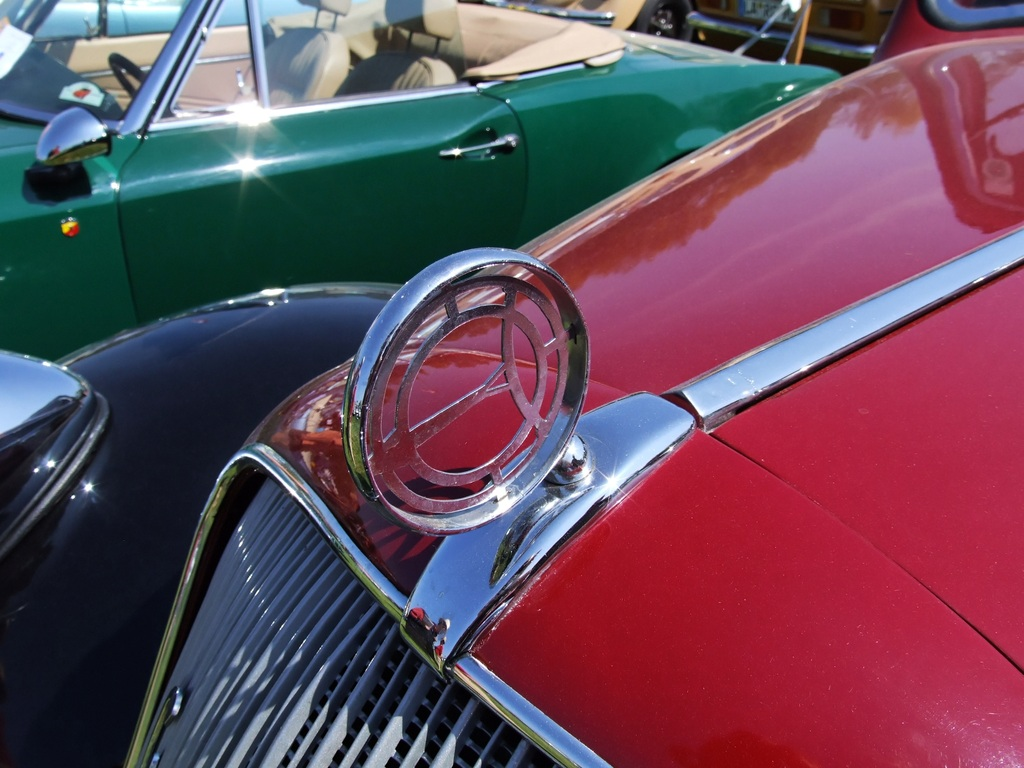
Steyr 220